# 觉海寺
觉海寺为位于中国浙江省嘉兴市南湖区斜西街（原报忠埭）435号的一座佛教寺院，属临济宗，最初为南宋淳祐九年（1249）朝散大夫赵汝俳舍宅所建的道观报忠观，元至正二十四年（1364）改为佛寺报忠寺，明永乐十五年（1417）重建，清雍正十一年（1733）奉敕改为今名并重修，咸丰时大殿和厢房毁于战乱，同治时重建。
今寺内中轴线上依次为山门、大雄宝殿与三圣殿，面阔均为三间，除三圣殿尚存明代构件外，其它建筑大多为1983年之后陆续重修重建，现任主持为性空大师。